# Roots Search
Roots Search: Shokushin Buttai X (яп. ルーツ・サーチ　食心物体Ｘ Рутсу Сати Сёкусхин Буттай Еккусу) — короткометражная аниме-OVA режиссёра Сугай Хисаси, выпущенная Studio Live 10 сентября 1986 года. История состоит в том, что исследовательская команда на космической станции находит пустынный корабль с одним выжившим. Затем экипаж преследует психический инопланетянин, который хочет убить их. Сюжет и постановка имеют много общего с фильмом 1979 года Чужой.

## Сюжет
В будущем экипаж из четверых учёных, космической станции «Толмецкиус» ЭСП приземлится на затонувшем корабле другого корабля «Зеленая планета». 9 членов экипажа мертвы, при этом на борту находился только один выживший капитан Базз. Учёные переносят парня на станцию, а вместе с ним — и странного инопланетянина, не подающего признаков жизни. По настоянию начальника тело пришельца выкидывают в космос. Позже на борту, члены экипажа начинают страдать от галлюцинаций и психических расстройств, преследуемых ошибками, которые они совершали в прошлом, мёртвые друзья, знакомые и возлюбленные взывают к отмщению. Это заставляет их убивать друг друга. Чуть позже все учёные погибают, кроме единственной девушки по имени Мойра, которая влюбляется в Базза. В конце концов Базз и девушка взрывают станцию, но сами убежать не успевают.

## Персонажи
| Персонажи    | Сэйю             |
| ------------ | ---------------- |
| Мойра        | Кэйко Хан        |
| Баз          | Кэнъю Хориути    |
| Скотт        | Канэто Сиодзава  |
| Маркус       | Осаму Кобаяси    |
| Сандер       | Хидэюки Танака   |
| Норман       | Бандзё Гинга     |
| Пришелец Икс | Юсаку Яра        |
| Катрин       | Сигэру Мурой     |
| Реймонд      | Мититака Кобаяси |

## Производство
Roots Search: Shokushin Buttai X создан режиссёром Хисаcи Сугаем. Сама короткометражка была выпущена в США на LaserDisc и VHS. Саундтрек был выпущен на виниловой пластинке.

## Критика
В Anime News Network Джастин Севакис сказал: «В Roots Search просто нет ничего хорошего, это глупо, уродливо, плохо датировано и раздражает».  Другие рецензенты отметили сходство с фильмом «Чужой». Также по мнению многих критиков, данное аниме признано худшим произведением всех времён и народов.

## Примечание
1. 1 2  Justin Sevakis. Buried Garbage - Roots Search. Anime News Network (20 марта 2008). Дата обращения: 28 сентября 2014. Архивировано 23 августа 2014 года.
2. ↑  Roots Search. Forgotten Junk (13 августа 2009). Дата обращения: 19 октября 2016. Архивировано из оригинала 22 июня 2011 года.